# NGC 5790
NGC 5790 este o galaxie seyfert de tip 2⁠(d) situată în constelația Boarul. A fost descoperită în 16 mai 1884 de către Édouard Stephan⁠(d).